# Kostel svaté Anny (Rychvald)
Kostel svaté Anny v obci Rychvald (okres Karviná) je farní kostel, který byl postaven v roce 1596 a je kulturní památka České republiky.

## Historie
První písemná zmínka o obci Rychvald pochází z roku 1305. Původní kostel byl dřevěný a byl zničen při velkém požáru v Rychvaldě v roce 1535. Zděný kostel na novém místě nechal postavit protestantský majitel Rychvaldu Bernard Barský z Baště v roce 1596. Stavitelem byl pravděpodobně Bernard Leo z Locarna. V době po třicetileté válce byl kostel poškozen, nebyl užíván až do roku 1679. Nově byl vysvěcen v roce 1759 biskupem Filipem Gotthardem Schaffgostschem. V roce 1883 byl kostel opravován, nově omítnut a byla položena nová střecha. Věžní hodiny byly instalovány po roce 1890. V letech 1906–1911 byly provedeny opravy kostela, omítky, střecha byla pokryta eternitem a provedena částečná rekonstrukce krovů. V letech 1920–1925 byl kostel předán sboru Církve československé husitské. V roce 2012 probíhala rozsáhlá oprava kostela při které byl proveden dendrologický průzkum krovů a záchranný archeologický průzkum. Náklady na opravu činily přes 5 milionu korun včetně DPH, opravu zabezpečovalo sdružení firem Ing. Pekárek-stavební společnost – CONSTRUCTUS. Revitalizace kostela Svaté Anny v Rychvaldu bylo hrazeno z prostředků EU z Regionálního operačního programu NUTS II Moravskoslezsko 2007-2013 ve výši 5,8 milionu korun.
Kostel svaté Anny patří Římskokatolické farnosti Rychvald u Karviné, Děkanát Karviná.

## Popis
Jednolodní orientovaná podélná zděná stavba s polygonálním závěrem s osmi opěrnými pilíři. Osově před průčelí vystupuje hranolová věž s jehlanovitou střechou. Loď je zaklenuta gotickou žebrovou klenbou s ozdobnými svorníky, kněžiště má klenbu křížovou se svorníky zdobené erby Bernarda z Baště a jeho manželky. Na severní straně kněžiště se nacházela sakristie. Nad současnou sakristií na jižní straně presbytáře je pánská oratoř. V jižní fasádě jsou prolomena tři okna, v severní jedno okno a světlík. V kněžišti jsou prolomena okna: jedno v severní a jedno na jižní straně. Okna jsou zakončena lomeným obloukem s jetelovou kružbou. Kruchta je podepřena masivními sloupy a je přístupná z jižní strany věže krytým schodištěm.
V roce 1895 byl pořízen nový neogotický oltář, který byl restaurován v roce 2012. Oltář zdobily dřevěné sochy Archanděla Gabriela, sv. Bronislavy, sv. Hedviky, sv. Anny, Panny Marie, sv. Josefa a sv. Joachima.
V roce 1845 byly zakoupeny varhany za 400 zlatých u novojičínského varhanáře Johanna Neussera (1807–1878). V roce 1913 byly pořízeny nové varhany.

### Zvony
Původní zvony byly rekvírovány v době první světové války. Další, které byly pořízeny v meziválečném období, byly rekvírovány v období druhé světové války. V roce 1928 byl zavěšen zvon sv. Josef. Kostel sv. Anny má jeden zvon ve věži a umíráček v sanktusníku.

## Galerie

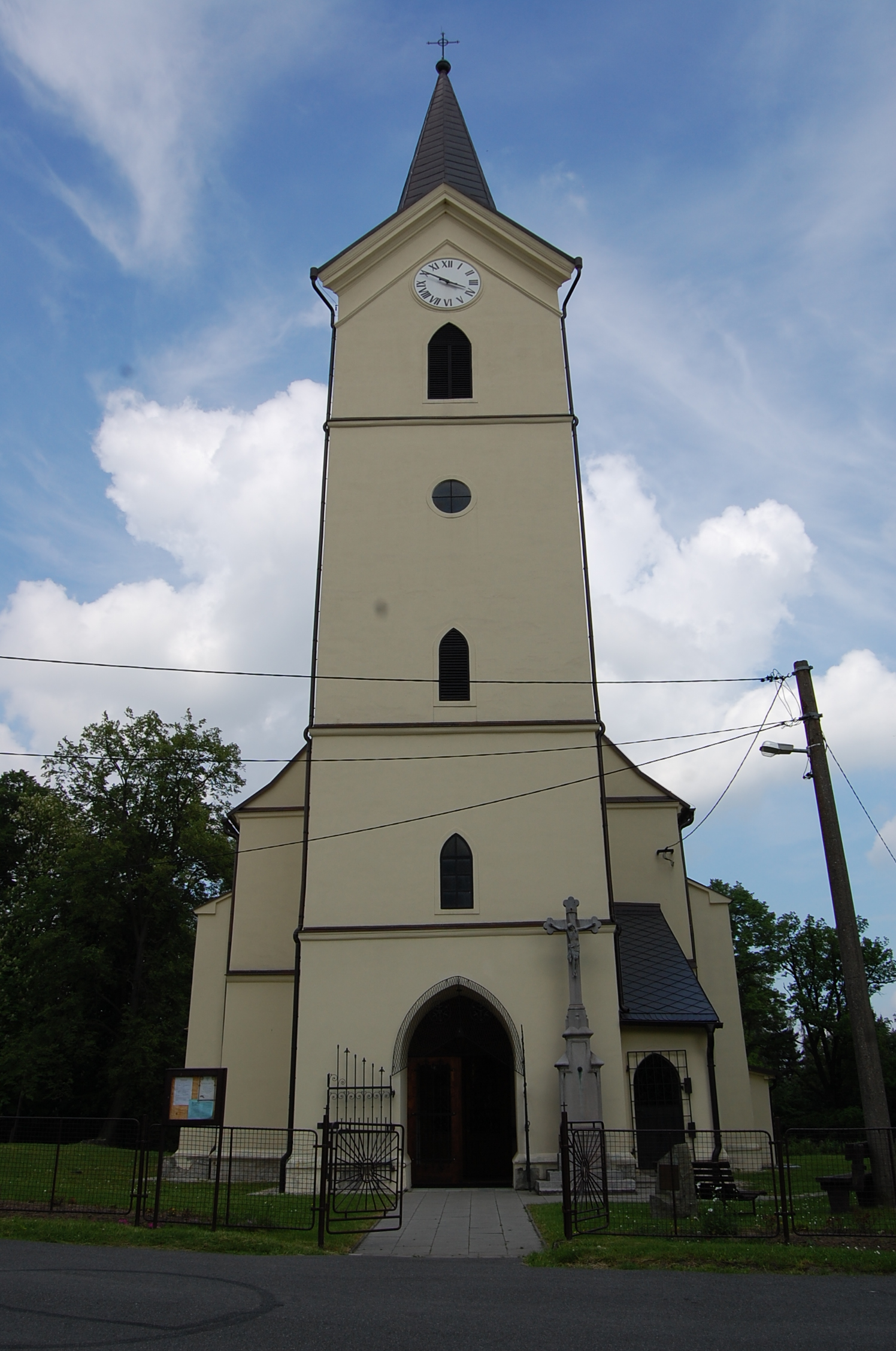
západní průčelí
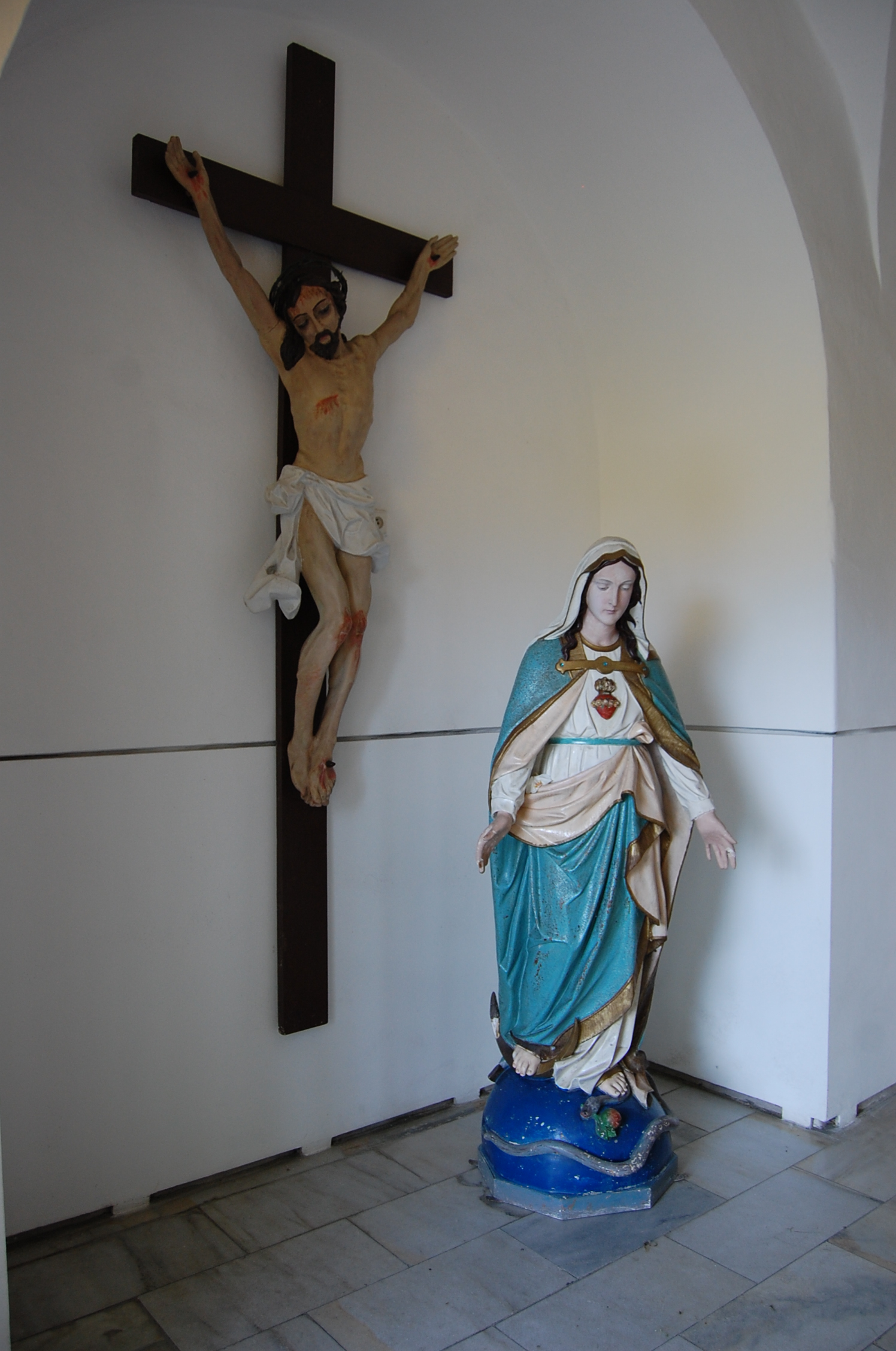
Podvěží (vchod) Socha Neposkvrněného početí (Immaculata)
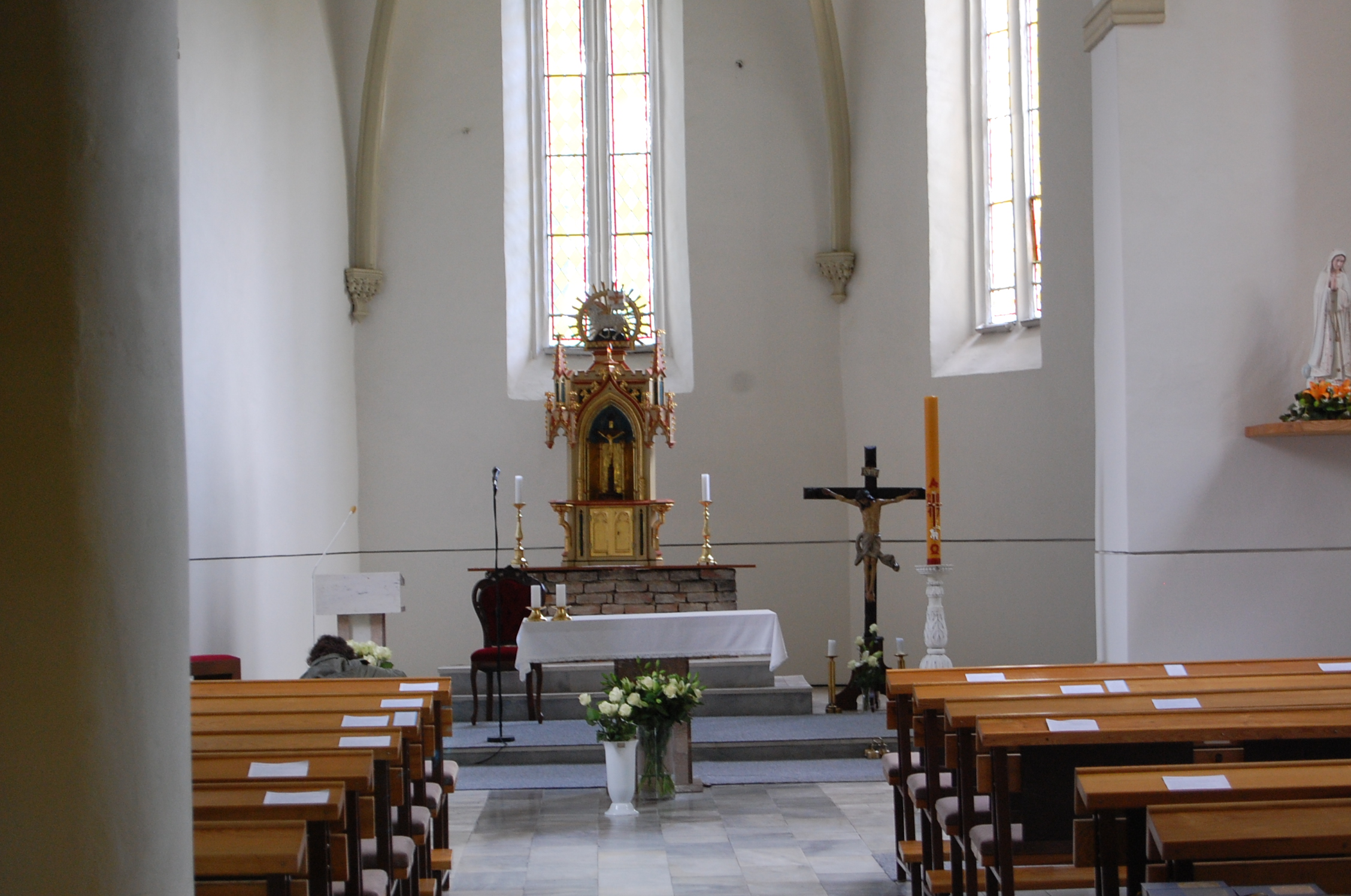
Pohled na oltář
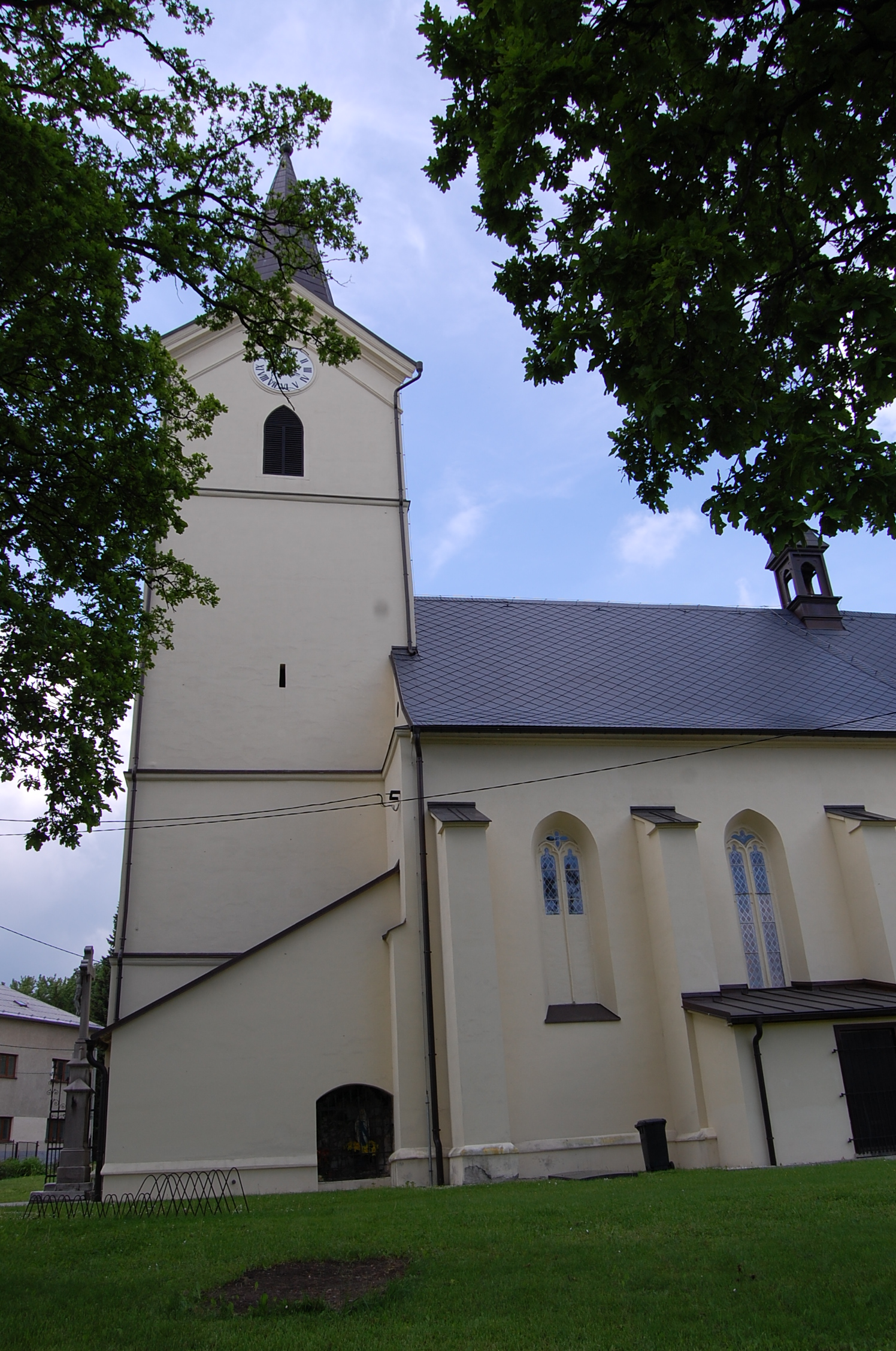
Jižní strana